# ناثانيل إيوينغ
ناثانيل إيوينغ (بالإنجليزية: Nathaniel Ewing)‏ هو محامي وقاضي أمريكي، ولد في 17 يونيو 1848، وتوفي في 28 مارس 1914.